# Nikolaus zu Dohna-Schlodien
Le comte Nikolaus zu Dohna-Schlodien, né le 5 avril 1879 à Mallmitz, arrondissement de Sprottau et mort le 21 août 1956 à Baierbach, est un officier de marine allemand qui fut aussi écrivain.

## Biographie

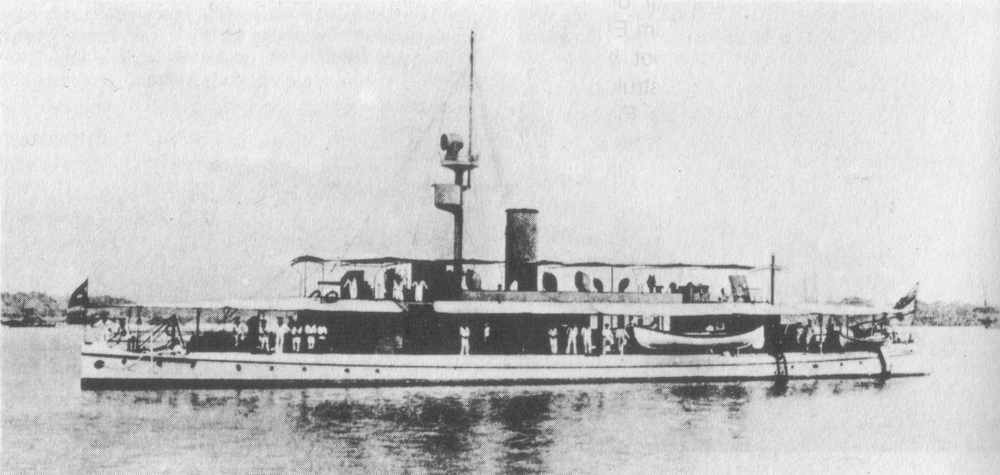
Photographie de la SMS Tsingtau

Nikolaus zu Dohna-Schlodien appartient à la Maison des burgraves de Dohna. Son père, le comte et burgrave Alfred zu Dohna-Schlodien (1849-1907), était chambellan à la cour et ancien capitaine de cavalerie. Il fut aussi député de l'arrondissement de Sprottau en province de Silésie, où la famille avait ses domaines. La mère de Nikolaus zu Dohna, née Margarethe von der Hagen (1845-1932), est issue d'une famille distinguée de Silésie, originaire de Westphalie.
Il entre en 1896 dans la Kaiserliche Marine (marine impériale allemande), est nommé enseigne de 1re classe en 1899 et lieutenant de vaisseau en 1902. Il sert principalement en Chine, pour assurer la sécurité des ressortissants allemands, d'abord sur la canonnière SMS Tiger en 1901 et 1902, en pleine révolte des Boxers, puis sur d'autres navires. Il est commandant de bord entre 1910 et 1912 de la canonnière SMS Tsingtau, alors que se répandent les troubles de la révolution chinoise de 1911. Il est nommé officier de navigation du navire de ligne, le SMS Posen, en 1913, et élevé au grade de korvettenkapitän à la veille de la Première Guerre mondiale.

### Première Guerre mondiale
Le cargo Pungo de l' Afrikanische Fruchtkompanie dirigée par la compagnie Ferdinand Laeisz est réquisitionné par la marine impériale et transformé en croiseur auxiliaire et mouilleur de mines. Il est rebaptisé SMS Möwe (la Mouette) et prend son service le 1er novembre 1915, sous le commandement du capitaine zu Dohna-Schlodien. Il a la particularité d'avoir d'immenses cales qui seront utiles pour les prises de guerre. De décembre 1915 à mars 1916, le Möwe va couler soixante mille tonnes de jauge brute de navires de commerce, et seize mille tonnes de jauge brute de navires de guerre, représentant une vingtaine de navires. Il devient une véritable légende à l'égal du croiseur SMS Wolf, commandé par  le fregattenkapitän Nerger, et du SMS Seeadler commandé par le lieutenant-capitaine von Luckner.
Le 16 janvier 1916, un paquebot de passagers britannique, le S. S. Appam, est capturé par le Möwe à la limite des eaux territoriales des États-Unis (encore neutres). Parmi les passagers, il y a vingt civils allemands, dont trois femmes, huit prisonniers de guerre allemands des troupes de protection du protectorat allemand du Cameroun, ainsi que des lingots d'or provenant des mines d'Afrique du Sud qui représentent environ un million de marks. L'enseigne de vaisseau Hans Berg organise la capture du navire sans porter atteinte aux vies des passagers, puis l' Appam est autorisé à retourner aux États-Unis.
Le 10 décembre 1916, le Möwe croise dans l'Atlantique à 950 km au sud-est de Terre-Neuve, lorsqu'il rencontre le vapeur britannique Georgic (1895) de la White Star Line. Celui-ci transporte 1 200 chevaux, de l'huile et du blé, de Philadelphie à Brest à destination de l'armée française. Le RMS Georgic ignore les signaux du Möwe lui ordonnant de stopper, et continue son chemin. Le Möwe ouvre donc le feu. 142 officiers et marins du Georgic sont faits prisonniers et emmenés à bord du Möwe ainsi que le chargement, puis le navire est coulé. Les prisonniers sont emmenés avec ceux du Yarrowdale (en) à Swinemünde.
Dohna-Schlodien est nommé aide-de-camp de l'empereur à son retour et reçoit un télégramme de félicitations de Guillaume II. Un film documentaire est tourné en 1917 relatant les prises du Möwe.
Le capitaine, qui s'est efforcé d'épargner les vies humaines dans ses prises gagne aussi l'estime de ses ennemis. Lorsque la Bavière sera occupée en 1945 par les alliés, ceux-ci ordonnent aux troupes d'occupation locales d'épargner les tracas au capitaine en retraite.

### Après 1918
Le comte zu Dohna-Schlodien fonde après la guerre un corps franc pour combattre en Haute-Silésie contre les Polonais. Il donne sa démission de la marine en 1919. Quelque temps plus tard, il entre dans les affaires à Hambourg et vit à partir du milieu des années 1930 à Baierbach, aujourd'hui dépendant de Stephanskirchen au bord du Simssee, en Haute-Bavière. Il meurt d'une crise cardiaque à l'âge de 77 ans.

## Famille
Le comte zu Dohna-Schlodien épousa Hilde von Laffert (de), veuve de son ami le capitaine Hans von Laffert, commandant de bord du SMS Leopard (de) qui coula deux navires anglais le 16 mars 1917 en mer du Nord. De cette première union était issue Marion von Laffert. Le comte et la comtesse zu Dohna-Schlodien eurent deux filles, Hildegarde et Margarethe.

## Œuvres
- SMS "Möwe", Gotha, Perthes, 1916

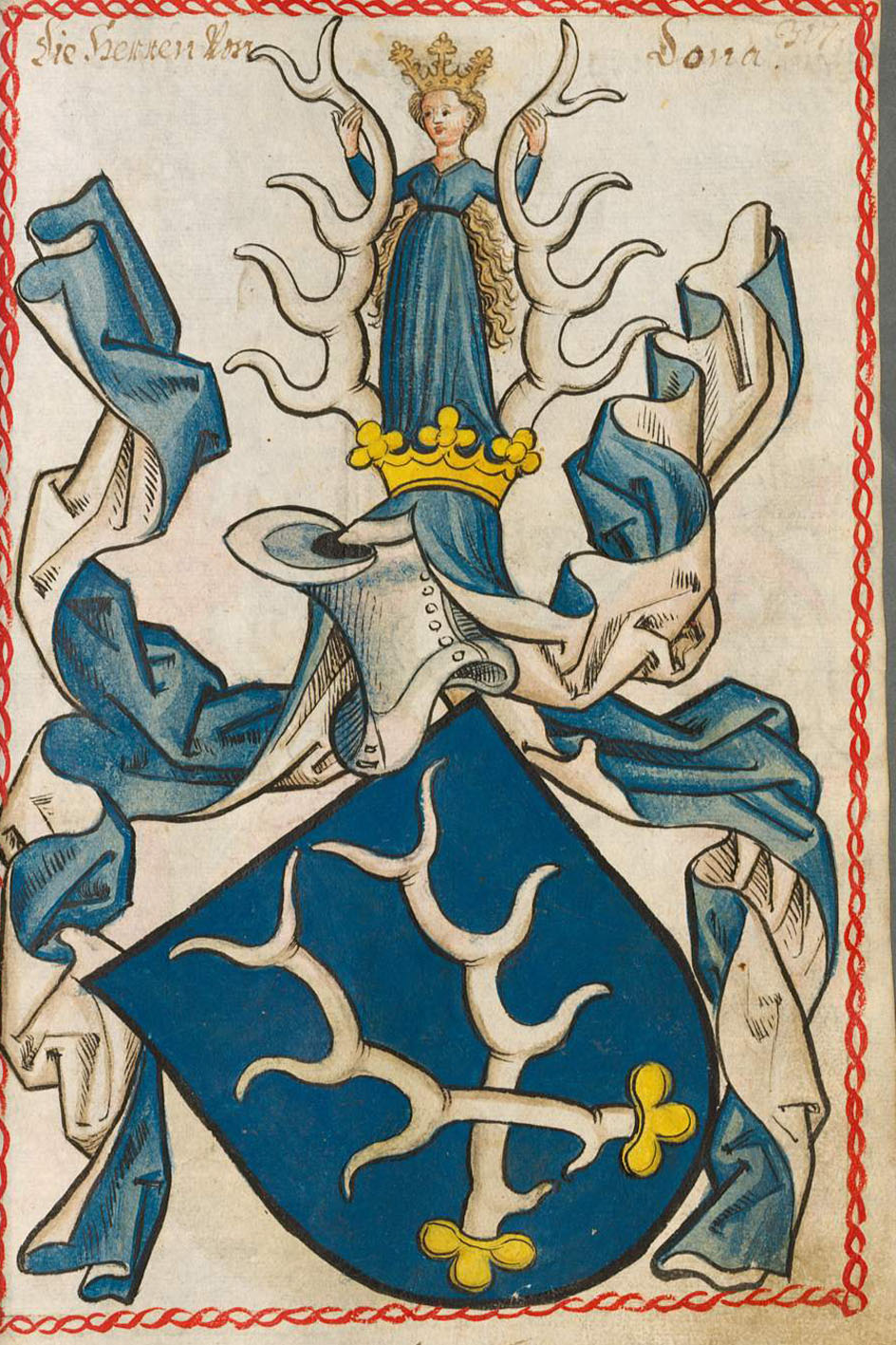
Armoiries des comtes de Dohna

- Der Möwe zweite Fahrt, Gotha, Perthes, 1917
- Der "Möwe" Fahrten und Abenteuer. Erzählt von ihrem Kommandanten, Stuttgart, Perthes, 1927

## Décorations
- Pour le Mérite
- Ordre militaire de Saint-Henri
- Ordre de Max-Joseph
- Ordre du Mérite militaire du Wurtemberg